# Вулиця Рози Люксембург (Донецьк)

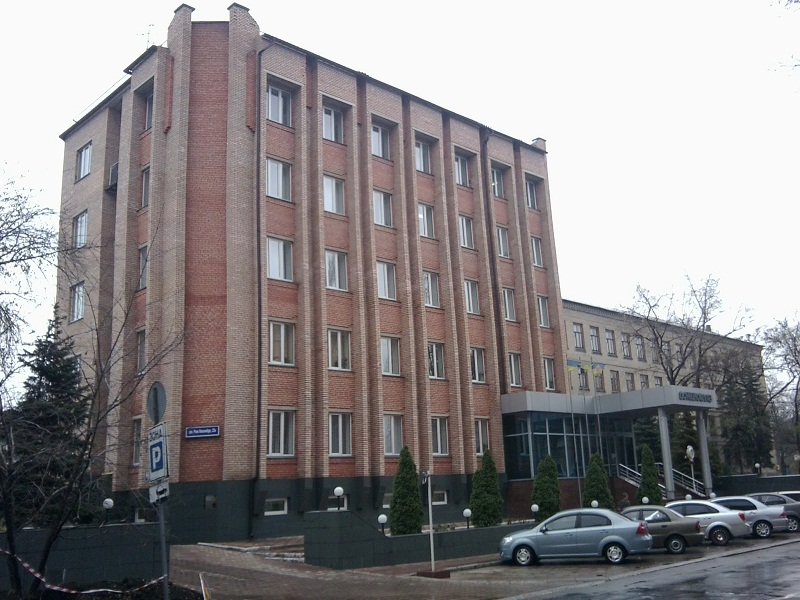
Будівля ДонецькМіськГаз

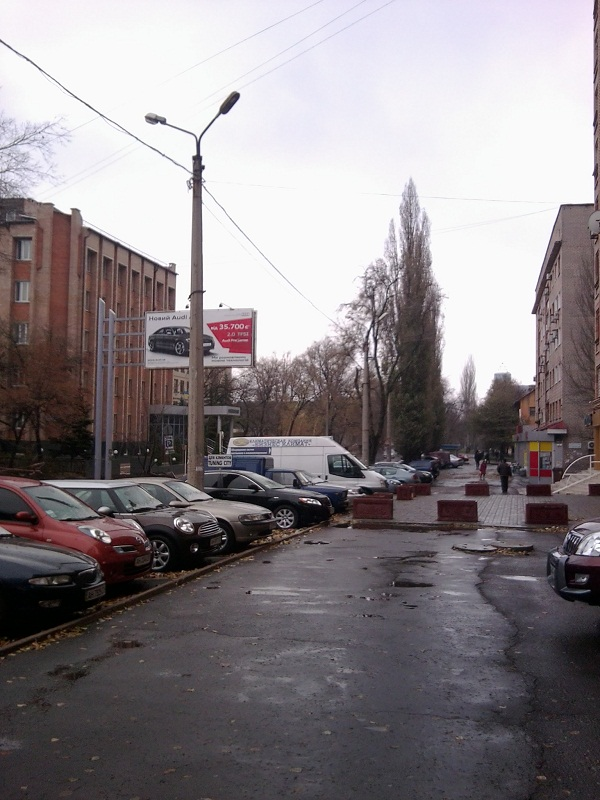
Вулиця Рози Люксембург

Вулиця Рози Люксембург — одна з головних вулиць міста Донецька. Розташована між проспектом Панфілова та Комсомольським проспектом.

## Історія
Вулиця названа на честь одної із засновниць Комуністичної партії Німеччини Рози Люксембург.

## Опис
Вулиця Рози Люксембург починається у Ворошиловському районі, від Комсомольського проспекту, і завершується в Київському районі за проспектом Панфілова. Простягнулася з півдня на північ. Довжина вулиці становить близько чотирьох кілометрів.